# Hershey (Pennsylvania)
Hershey è un census-designated place degli Stati Uniti d'America, nella contea di Dauphin nello stato della Pennsylvania. Secondo il censimento del 2010 la popolazione è di 14 257 abitanti.

## Popolazione
Secondo il censimento del 2010, ad Hershey vivevano 14 257 persone e la densità di popolazione era di 381,2 ab./km². Per quanto riguarda la composizione etnica degli abitanti, l'83,5% era bianco, il 6,2% era afroamericano, lo 0,2% era nativo ed il 6,6% proveniva dall'Asia. Il 3,5% apparteneva ad altre razze, mentre l'1,9% appartiene a due o più razze. La popolazione di ogni razza ispanica corrispondeva al 3,4% degli abitanti.
Per quanto riguarda la suddivisione della popolazione in fasce d'età, il 33,4% era al di sotto dei 18, il 5,7% fra i 18 e i 24, il 50,1% fra i 18 e i 64, mentre infine il 16,7% era al di sopra dei 65 anni di età.

## Economia
Il centro è noto per essere sede della Hershey Company, comunemente chiamata Hershey's, la più grande compagnia statunitense nella produzione di cioccolato.

## Sport
Ad Hershey hanno sede gli Hershey Bears, squadra di hockey su ghiaccio fondata nel 1932 che milita nella American Hockey League. Gioca presso il Giants Center, centro polifunzionale che ospita eventi sportivi e concerti. In questa cittadina, il 2 marzo 1962 il giocatore della NBA Wilt Chamberlain contro i New York Knicks stabilì il record di punti realizzati in una singola partita, 100, con trentasei tiri da due punti e ventotto tiri liberi.
Christian Pulisic, calciatore del Milan e della Nazionale di calcio degli Stati Uniti d'America è nato a Hershey.